# Dolph Ziggler
 Nicholas Theodore Nemeth, född 27 juli 1980 i Cleveland i Ohio, är en amerikansk professionell brottare och ståuppkomiker. Han är för närvarande knuten till WWE, där han uppträder på varumärket SmackDown under ringnamnet Dolph Ziggler.

## Barndom och ungdom
Nicholas Theodore Nemeth blev intresserad av professionell brottning då han var fem år gammal och deltog i ett brottningsevenemang vid Richfield Coliseum. Han bestämde sig för att bli professionell brottare när han var 12 år. Han avslöjade senare på Colt Cabanas Art of Wrestling Podcast att han valde sitt WWE-namn "Dolph" eftersom det var hans farfars namn och hans vän föreslog efternamnet "Ziggler". Nemeth gick i St. Edward High School i Lakewood, Ohio, där han var en amatörbrottare och innehar skolrekordet för flest stift i en karriär, med 82 stycken.
Under sin tid på St. Edward vann brottningslaget NM vid två tillfällen. Han var fribrottare vid Kent State University och satte så småningom rekordet för flest karriärvinster i lagets historia. Hans rekord var från 2006; från och med 2010 hade han för andra gången karriärsegrar i Kent State. Han hade 121 karriärvinster mellan 2000 och 2003. Han studerade en grundkurs i statsvetenskap (pre-law minor). Innan WWE-testet hade han antagits till juridikskolan vid Arizona State University, där han skulle börja sin första termin. Nemeth vann mästerskap under tre år i rad. Han var tre gånger All-Mid-American Conference-mästare och vann 75 kg-turneringen år 2000, 2002 och 2003; från och med 2010 är han den sista brottaren från Kent State University som har vunnit tre amatörmästerskap.

## Karriär
Efter en produktiv karriär inom amatörbrottning, där han innehade flera skolrekord för Kent State University, undertecknade Nemeth ett utvecklingsavtal med World Wrestling Entertainment (WWE) 2004 och skickades till Ohio Valley Wrestling (OVW), där han brottades under sitt riktiga namn. Han befordrades till WWE:s varumärke  kort därefter, 2005, och var caddy till Kerwin White. Han skickades tillbaka till OVW kort därefter, fick namnet Nicky och gick med i cheerleading-temat Spirit Squad, som debuterade på RAW i januari 2006 och vann World Tag Team Championship en gång innan han återvände till OVW den november. I september 2007 tilldelades Nemeth till Florida Championship Wrestling (FCW), där han vann FCW Florida Tag Team Championship två gånger, med Brad Allen och senare Gavin Spears.
När han återvände till huvudlistan i september 2008 fick Nemeth heta Dolph Ziggler. Sedan dess har han hållit VM i tungvikt två gånger, Intercontinental Championship sex gånger, United States Championship två gånger, Raw Tag Team Championship två gånger och SmackDown Tag Team Championship en gång. Totalt sett i WWE har Nemeth hållit 14 mästerskap totalt. Hans andra prestationer är att bli den enda överlevande i två eliminationsmatcher i Survivor Series och vinnaren av Money in the Bank 2012 samt rubriker för flera WWE pay-per-view-evenemang.